# ラバヌス・マウルス・マグネンティウス
ラバヌス・マウルス・マグネンティウス（羅: Rabanus Maurus Magnentius または Hrabanus, Rhabanus、780年頃 - 856年2月4日）は、フランク人ベネディクト会士、ドイツ（フランク王国）のマインツ大司教、神学者。百科全書的作品『事物の本性』（羅:De rerum naturis）や、聖書講解や文法学教育に関する著作がある。カロリング朝期の最も傑出した教師・著述家の一人で、「ゲルマニアの教師」（羅:Praeceptor Germaniae）と呼ばれた。彼はローマ暦（Martyrologium Romanum, 2001, pp. 126f.）において聖人として2月4日に祝われているが、オンライン版カトリック百科事典では福者として名前が挙げられている。

## 生涯
ラバヌス・マウルスはマインツで貴族の家に生まれた。彼の誕生日は不明だが、801年には教育を受けたフルダの地で助祭に叙階されている。翌年、所属していた修道院の院長ラトガリウスの後押しによって彼はハイモン（後のハルバーシュタット司教）とともに修学のためトゥールへ行った。かれはトゥールでアルクィンを師として学んだが、アルクィンは彼の勤勉さ・純真さを見て取ると彼にマウルスの綽名を与えた。これはヌルシアのベネディクトゥスの愛弟子マウルスに因んだものである。2年後にフルダに戻ると、彼は修道院学校の校長の職務を任され、彼の下でフルダ修道院学校はヨーロッパでも有数の学問と写本作成の中心地となり、ワラフリド・ストラボ、フェリエールのセルヴァントゥス・ルプス、ヴァイセンブルクのオトフリドを輩出した。おそらくこの時期に彼は、中世に教科書としてよく使われたプリスキアヌスの文法書からの抜粋集を作成している。
814年になるとラバヌス・マウルスは司祭に叙階された。ラトガリウスとの意見の相違のためその後すぐに彼はしばらくの間フルダから出ていかなければいかなくなった。彼の『「ヨシュア記」註解』で暗に示されているために、このことがパレスチナ巡礼の契機となったのだと長い間理解されてきた。問題の一節はオリゲネスの説教第14『「ヨシュア記」の中で』（羅:In Librum Jesu Nave）から採られたものである。つまり、パレスチナにいたのはオリゲネスであってラバヌス・マウルスではない。彼は817年に新しいフルダ修道院長（アイギリス）が選出されるとともにフルダに舞い戻り、アイギリスが死亡すると自身が院長となった。彼はこの職務を842年まで勤勉に上手く勤め上げたが、学問と信仰のための大きな余暇をとるために職を辞して近隣の聖ペテルブルク修道院に引退した。  
847年に、ラバヌス・マウルスはオトガリウスの跡を継いでマインツ大司教に就任し、再び公的生活に拘束されることとなった。彼は856年にライン川沿いの町ヴィンケルで世を去った。

## 著作
ラバヌス・マウルスの著作は、その多くが公刊されていないが、聖書講解（『創世記』、『士師記』、『ルツ記』、『列王記』、『歴代誌』、『ユディト記』、『エステル記』、『雅歌』、『箴言』、『知恵の書』、『シラ書』、『エレミヤ書』、『哀歌』、『エゼキエル書』、『マカバイ記』、『マタイによる福音書』、『ヘブライ人への手紙』を含む『パウロ書簡』）と、教義的あるいは実践的な主題を扱った論考から成り、説教集も含まれる。『聖職者の教育』（羅:De institutione clericorum）において彼は聖職を正常に遂行するのに必要な訓練に関してヒッポのアウグスティヌスと大グレゴリウスを目立たせた。彼の著作の中で最も著名で永続的なものの一つとして十字架に集中した詞華集『聖十字架の礼賛』（羅:De laudibus sanctae crucis）があるが、これは言葉とイメージ、そして数によって十字架を表し（、最後の詩ではラバヌス・マウルス自身が十字架の前に跪い）た非常に洗練された詩集である。
他の著作の中で『宇宙について二十二巻本、あるいは語源に関する著作集』（羅:De universo libri xxii., sive etymologiarum opus）あるいは『事物の本性』はある種の辞書あるいは百科全書で、セビリャのイシドルスの『語源誌』に強く依拠しており、聖書の予型論的、歴史的あるいは神秘的解釈をするのに向けられている。『聖職について』（羅:De sacris ordinibus）、『教会の規律について』（羅:De disciplina ecclesiastica）、『殉教史』（羅:Martyrologium）といった著作は皆、著者の学識を示しており（彼はギリシア語・ヘブライ語にもある程度知識があった）、ペンテコステや叙階式の際に歌われた聖霊に対する讃美歌『来たり給え、創造主なる聖霊よ』が含まれている（『来たり給え、創造主なる聖霊よ』は数百年後にグスタフ・マーラーに『交響曲第8番』で使われた）。
ドイツの文献学の史料の中でも『ラテン語-チュートン語辞典』（羅:Glossaria Latino-Theodisca）には特別な関心がもたれる。注釈書『ポルピュリオスを超えて』（羅:Super Porphyrium）はヴィクトル・クザンによって1836年に『Ouvrages inédits d'Abélard』の一環として公刊され、彼とオロによってHrabantis Maurusの著書とされたが、今日では一般にラバヌス・マウルスの弟子の著書とされる。
2006年に、彼の死後1150年がドイツで、特にマインツとフルダで祝われた。祝祭のハイライトの一つとしてCodex Vaticanus Reginensis latinus 124、つまり非常に珍しいことにヴァティカンからマインツに貸与された『聖十字架の礼賛』の壮麗な写本が展示された。この祭典ではラバヌス・マウルスの著作の三巻にもわたる研究が公開された。

## 書誌情報

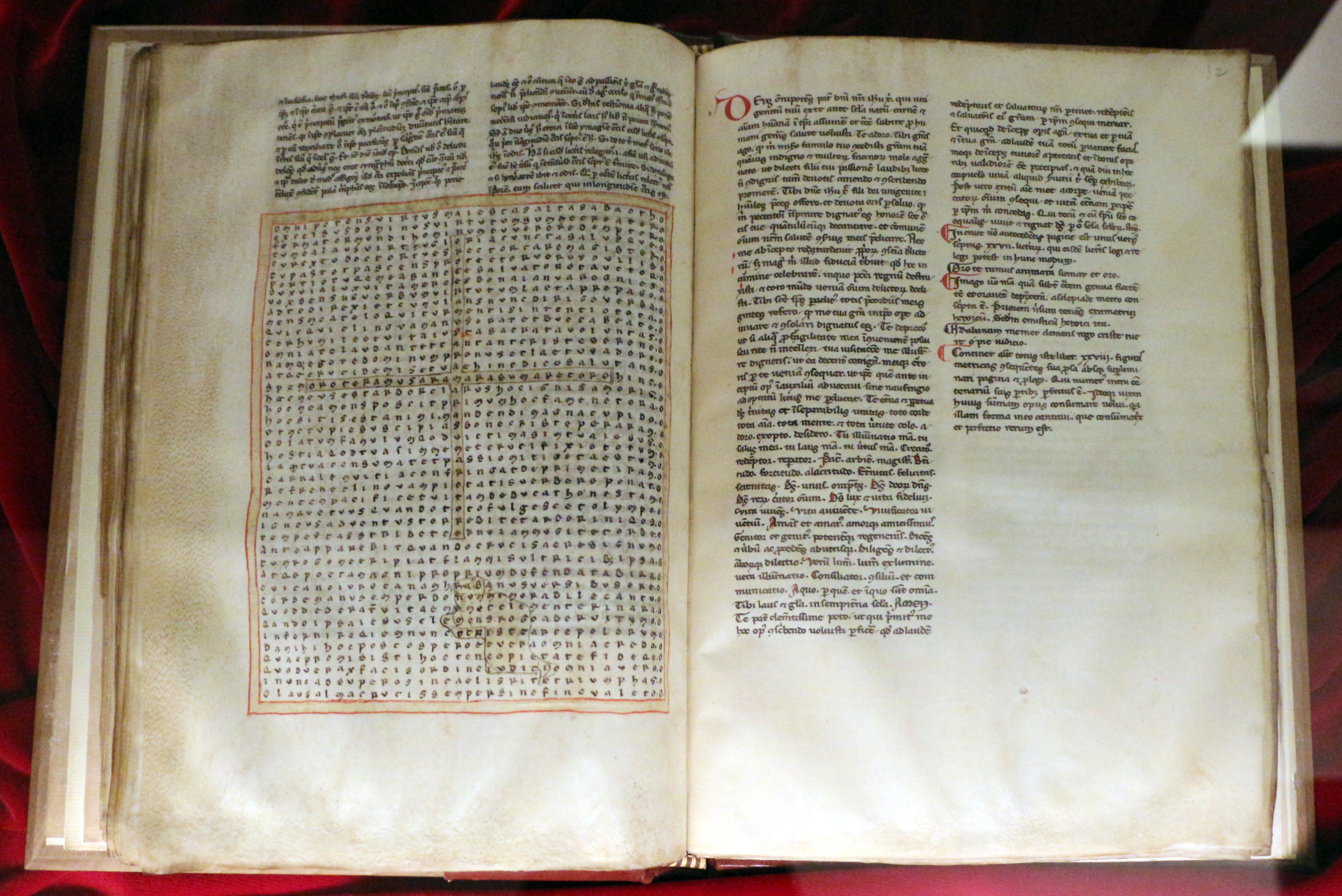
In Honorem Sanctae Crucis, 13th century, Biblioteca Medicea Laurenziana, Florence

初めてラバヌス・マウルスの（名目上の）『全集』が公刊されたのはColvener（Cologne, 6 vols. fol., 1627）によるものである。『全集』（羅:Opera omnia）はジャック・パウル・ミーニュの『ラテン教父著作集』（羅:Patrologia Latina）の107巻-112巻に収録されている。『宇宙について』は『Compendium der Naturwissenschaften an der Schule zu Fulda im IX. Jahrhundert』（Berlin, 1880）の主題となっている。
彼の著作のいくつかは近年では批判校訂版で読めるようになった:
- Rabanus Maurus: Grammatica Rabani., Herausgegeben von Michele C. Ferrari, übersetzt von Bernhard Hollick, Fuldaer Studien 21. Freiburg im Breisgau:Herder, 2015.
- Expositio in Matthaeum, edited by B. Löfstedt, 2 vols. Corpus Christianorum, continuatio medievalis 174-174A. Turnhout: Brepols, 2000.
- In honorem sanctae crucis, edited by M. Perrin, 2 vols. Corpus Christianorum, continuatio medievalis 100-100A. Turnhout: Brepols, 1997.
- Martyrologium. Liber de computo, edited by J. McCulloh and W. Stevens, Corpus Christianorum, continuatio mediaevalis 44. Turnhout: Brepols, 1997.
- Hrabanus Maurus: De institutione clericorum; Studien und Edition. Freiburger Beitraege zur mittelalterlichen Geschichte 7. Frankfurt am Main: 1996.

彼の死後1150年記念でも著作が公刊された:
- Hans-Jürgen Kotzur, ed., Rabanus Maurus: Auf den Spuren eines karolingischen Gelehrten. Mainz: Philipp von Zabern, 2006. ISBN 3-8053-3613-6. 120 pages, 77 color ills., 8 b/w ills. Contains full-color illustrations of Maurus's cross poems and their transcriptions and partial translations.
- Stephanie Haarländer, Rabanus Maurus zum Kennenlernen: Ein Lesebuch mit einer Einführung in sein Leben und Werk. Publikationen Bistum Mainz. Darmstadt: Wissenschaftliche Buchgeselschaft, 2006. ISBN 978-3-934450-24-0. 184 pages, many b/w ills. Collection of texts by Maurus translated into German, with extensive introduction to Maurus's life and work.
- Franz J. Felten, ed., Hrabanus Maurus: Gelehrter, Abt von Fulda und Erzbischof von Mainz. Mainz: Publikationen Bistum Mainz, 2006. ISBN 978-3-934450-26-4. 196 pages, 4 color ills. Collection of historical essays.

『聖職者の教育』（の羅独対訳版?）がブレポルスの公刊予定リストに挙げられている。（ニューファンドランドメモリアル大学のウィリアム・シッパーによる）オンライン版『事物の本性』（『宇宙について』）が http://www.mun.ca/rabanus/ 利用可能である。『宇宙について』の英訳は:
- Priscilla Throop, trans., Hrabanus Maurus: De Universo: the peculiar properties of words and their mystical significance, 2 vols. Charlotte, VT: MedievalMS, 2009.